# ویکتوریا لوپیروا
ویکتوریا لوپیروا (به انگلیسی: Victoria Lopyreva) (زاده ۲۶ ژوئیه ۱۹۸۳) مدل روسی است.
او در سال ۲۰۰۳ دختر شایسته روسیه شد.

## زندگی‌نامه
ویکتوریا لوپیروا که در شهر روستوف-نا-دونو به دنیا آمد. او در سنین نوجوانی به دلیل زیباییش پیشنهادهای زیادی برای کار در آژانس های مدلینگ داشت اما همه آن ها را رد می کرده است.تا اینکه در سال ۱۹۹۹ وارد یک شرکت مدلینگ شد.همین موضوع باعث شد در سال ۲۰۰۳ عنوان دختر شایسته روسیه را کسب کند.او مدتی بعد به مسکو نقل مکان کرد و در یکی از شبکه های اصلی تلویزیونی روسیه مشغول به کار شد.
ویکتوریا لوپریووا از سال ۲۰۱۷ در یک برنامه فوتبالی به عنوان مجری حضور داشت که همین باعث شد تا به فوتبال علاقه‌مند شود.از همان سال در خیلی از برنامه ورزشی و فوتبالی شرکت کرد. Fyodor Smolov همسر سابق ویکتوریا مهاجم یک تیم فوتبال روسی بود. او در سال ۲۰۱۵ با امضای قراردادی به عنوان نماینده و سفیر منطقه روستوف-نا-دونو در جام جهانی ۲۰۱۸ روسیه معرفی شد. او تاکنون فوتبالیست های مشهوری را به روسیه دعوت کرده است.
او از هواداران تیم ملی ایران برای سفر به روسیه و تماشای جام جهانی ۲۰۱۸ به صورت ویژه دعوت کرد.